# Tata Colin
Tata Colin was een Afro-Surinaams slaaf, geestelijk leider en verzetsman. Tussen 1835 en 1837 bereidde hij een opstand voor op katoenplantage Leasowes in Coronie. De bevrijdingsoperatie strandde echter door verraad, waarna Tata Colin ter dood werd veroordeeld.

## Visioenen
Het verzet in Suriname is vanouds gekanaliseerd geweest in wegloperij, hetgeen in Coronie door haar ligging bijna onmogelijk was. Tata Colin nu probeerde op basis van religieuze visioenen een opstand te organiseren. Aanvankelijk zou hij zich een tijdlang stom gehouden hebben (niet kunnende spreken), waardoor hij als krankzinnig werd beschouwd en daardoor in het 'plantagehospitaal' zijn opgenomen. Op zekere dag echter kreeg hij zijn spreekvermogen terug en verkondigde hij dat 'zijn geest gedurende al die tijd op reis was geweest en in andere landen aan de negerslaven de vrijheid had verschaft'. Dat zou hij nu ook hier doen.

## Ongeregeldheden
In geheime vergaderingen vertelde Colin over de noodzaak van verzet en de aanstaande bevrijding. Mogelijk was hij geïnspireerd door eerdere slavenopstanden in het Caraïbisch gebied, de stadsbrand van Paramaribo in 1832 (die ook als een opstand werd beschouwd) en het nieuws dat in 1834 in Brits Guyana de slavernij zou worden afgeschaft. Door Colin's spreken ontstonden op Leasowes en omgeving ongeregeldheden. Dit was een doorn in het oog van de plantage-eigenaren te Coronie, toen nog Opper-Nickerie geheten. Plantage Leasowes was eigendom van de erven van multipele plantagehouder Alexander Cameron. Uiteindelijk werd Tata Colin verraden door een mede-slaaf, ene George. Hij werd opgepakt en samen met tien volgelingen vijf dagen lang verhoord op Cameron's nabijgelegen plantage Burnside. Vervolgens werden zij overgebracht naar Paramaribo en opgesloten in Fort Zeelandia, in het zogenoemde Kakkerlakkenhok. Tata Colin werd veroordeeld tot de strop. De straf zou in Coronie worden voltrokken, maar nog voor het vertrek uit Paramaribo stierf Colin.

## Mythische verhalen
Er deden rond Tata Colin allerlei verhalen de ronde. Toen de bewakers Colin eens kwamen zoeken, zou hij verdwenen zijn. Later werd het gerucht verspreid dat Colin zich bezig had gehouden met 'boze geesten'. Waarschijnlijk is Colin inderdaad na korte tijd in de gevangenis overleden. Op verzoek van gouverneur Van Heeckeren zijn zijn voormalige volgelingen onder begeleiding van een evangelische broeder, ene Treu, teruggebracht naar plantage Leasowes. Het zou onder de slaven van Coronie echter nooit geheel rustig worden; er bleven zo nu en dan opstandjes en ontvluchtingen, in de richting van Berbice (Brits-Guiana). De mythische verhalen rondom Tata Colin kunnen in het licht gezien worden van de kerstening van de slaven in die periode en de religieuze competitie die in de buitengebieden zoals Coronie werd uitgevochten. Niet alleen vanuit de (christelijke) kolonisten jegens de Afro-religie, er was ook competitie tussen de protestanten (EBG) en de katholieken onderling.

## Nagedachtenis
Verrader George kreeg ter beloning van de Nederlanders in 1837 een penning met de inscriptie: ‘George, slaaf van de plantage Leasowes, penning door het Gouvernement der kolonie Suriname geschonken wegens bewezen trouw aan het wettig gezag tijdens de onrusten onder de slaven te Nickerie'. Deze penning is in het bezit van het Rijksmuseum. Mogelijk is nog een ander persoon betrokken geweest bij de val van Colin; in 1838 manumiteerde het gouvernement namelijk slaaf Evan van plantage Burnside, die daarbij de Hollandse naam Hugo Evert van Westland ontving. Dit ter beloning voor zijn getrouwe diensten bij het complot slaven Burnside.
Het is de kolonisten evenwel niet gelukt Tata Colin in de vergetelheid te laten verdwijnen. In Totness is te zijner ere een lbgo-school, het Tata Colin Plein en het aldaar staande standbeeld van Tata Colin naar hem vernoemd.
Ruud Mungroo schreef in 1982 een roman gebaseerd op het leven van Tata Colin, getiteld Tata Colin (Drukkerij Eldorado, Paramaribo).